# The Warmth of the Sun
A The Warmth of the Sun Brian Wilson, és Mike Love szerzeménye, ami először a The Beach Boys 1964-es Shut Down Volume 2 című nagylemezén, majd mint a Dance, Dance, Dance kislemez B-oldalaként jelent meg. A dalt Brian-ék egy órával azután írták, hogy Kennedy elnököt meggyilkolták. Brian épp akkor szakított az első komoly barátnőjével, és ezt a számot egy "spirituális dal"-nak nevezte. A "The Warmth of the Sun" nem került fel a listákra, ám az A-oldalán található "Dance, Dance, Dance" jóval sikeresebb volt, és az amerikai kislemezlista 8. helyéig jutott.
A dal megtalálható a Jó reggelt, Vietnam! című amerikai vígjáték-dráma filmzenéjeként, az "I Get Around", és a "Don't Worry Baby"-vel.

## Egyéb verziók
A Wilson gyerekek apja Murry Wilson feldolgozta a számot első és egyetlen szólóalbumán a The Many Moods of Murry Wilson-on
2006-ban szintén feldolgozta Matthew Arnold Thiessen a dalt.
Az "An All-Star Tribute to Brian Wilson (2001)" című koncerten Vince Gill adta elő a dalt.
Matthew Sweet és Susanna Hoffs együttműködéseként, a dal megjelent az ő feldolgozásukban az Under the Covers, Vol. 1című albumukon.